# دکامتیل‌دی‌زینکوسن
دکامتیل‌دی‌زینکوسن (انگلیسی: Decamethyldizincocene) یک ترکیب آلی فلزی حاوی فلز روی با فرمول شیمیایی [Zn2(η5–C5Me5)2] است. این ماده به صورت بلورهای جامد بی رنگ می‌باشد که در حضور اکسیژن به صورت خود به خودی می‌سوزد. این ماده همچنین با آب واکنش می‌دهد.